# Simpatectomia
Una simpatectomia és un procediment quirúrgic irreversible en el qual s'elimina almenys un gangli simpàtic. N'és un exemple la simpatectomia toràcica endoscòpica.